# TestLink
TestLink é um software web desenvolvido para teste de software que visa facilitar testes e assegurar a qualidade de software. Foi desenvolvido e mantido por várias equipes ao longo de sua existência. A plataforma oferece suporte para caso de teste, plano de teste, teste de unidade entre outros, também conta com suporte para relatórios e estatísticas. Possui como grande atrativo ser acessado pela web, o que facilita a execução de testes por diversas equipes que estão separadas fisicamente. TestLink possui suporte nativo para os bancos de dados MySQL e PostgreSQL. Contudo, seu funcionamento depende de arquitetura baseada na web.